# Digov
 (juin 2021).
Digov (également Digov-Dara, Digovdere et Dygov-Dara) est un village du district de Lerik en Azerbaïdjan.  Le village fait partie de la municipalité de Mistan (en).